# アメリカ合衆国の船体分類記号
アメリカ合衆国では海軍、沿岸警備隊、海洋大気庁で船体分類記号（hull classification symbol。hull code、hull numberと表記される場合もある）を用いて、船種を区別している。これは、イギリス、コモンウェルス諸国、ヨーロッパで用いられているペナント・ナンバーに類似したものである。

## 歴史的なシステム

### 海軍
海軍では1890年代に独自の海軍登録識別番号を導入した。このシステムは単純なもので、各艦は艦種に依存した番号を振られ、艦種の完全な表記と他の艦との混同を避けるための括弧が付記されることとなった。例えば、戦艦インディアナ（Indiana）であれば、「Indiana (Battleship No. 1)」となった。1907年からは、一部の艦船に艦種を表す1文字または3文字のコードが用いられるようになり、インディアナであれば「Indiana (B-1)」、装甲巡洋艦ペンシルベニアであれば「Pennsylvania (ACR-4)」のように表記された。これはそれまでの表記を完全に置き換えるものではなく、従来のシステムとの互換性を保って共存し、1920年7月17日まで続いた。
第一次世界大戦中、海軍は大量の船舶を個人、企業より調達し、哨戒艦、機雷敷設艦他の補助艦艇として用いたが、その中のいくらかは同じ船名を有していた。各船を管理し続けるため、海軍は固有の番号を付与することとなった。哨戒に適すると考えられた船舶には区域哨戒（section patrol）からSPの分類記号を、その他の船舶には識別番号（identification numbers）、一般に短縮されて「Id. No.」または「ID;」とされる分類記号を与えた。船舶の一部はSPとIDの間で用途変更が行われたが、その場合でも番号が変更されることはなく、番号を付与されても海軍が任務に不適であると判断した船舶は、調達されることがなかった。SPとIDは統一された一連の番号となっており、ひとたび一方に用いられた番号は、他方で用いられることはなかった。つまり、「SP-435」と「Id. No 435」が併存する事態は回避されていたのである。これらの番号は船名の後に加えられた。これは近代的な船体分類記号に先立つシステムであり、当時の分類システムを反映したものではなかったが、同様の方法は現代のシステムでも用いられ、先駆的な方法であると考えられるものであった。

### 税関監視船部、沿岸警備隊
アメリカ合衆国税関監視船部（1915年1月にアメリカ合衆国人命救助部と統合され、アメリカ合衆国沿岸警備隊となった）は、1890年代の海軍に追随し、保有するカッターに船名に続く海事登録識別番号を付与した。形式は、「(Cutter No. 1)」のようなものであった。1920年に海軍が沿岸警備隊を含めて現代的なシステムを導入するまで用いられた。

### 沿岸測地測量局
アメリカ合衆国政府の機関で海洋大気庁（NOAA）の前身でもある沿岸測地測量局（後のアメリカ国立測地測量局）は、20世紀に入るとその船団に海軍と同様のシステムを導入した。カテゴリーI海洋測量船に分類していた最大の部類の船を外洋測量船（ocean survey ships）とし、OSSの分類記号を与えた。中型に当たるカテゴリーIIは中型測量船（MSS、medium survey ship）、小型のカテゴリーIIIは沿岸測量船（CSS、coastal survey ship）とされた。より小型の船は、補助測量船（ASV、auxiliary survey vessel）となった。いずれの場合でも、分類記号と番号はハイフンではなくスペースで区切られていた。例えば測量船パイオニアの場合、「Pioneer (OSS 31)」となった。この方式は海洋大気庁が1970年に設立されても続き、変更はその後に行われた。

## 現代のシステム

### 海軍
1920年7月17日に現代のシステムが制定された。新たなシステムでは、分類記号は最低でも2文字で構成されることになり、航空母艦以外は基本的には艦種の最初の文字を続ける形式となった。分類記号と番号を組み合わせたシステムは、個々の現代海軍の艦船を特定するものである。大改装を行ったり、類別が変更された艦船には新たな分類記号が与えられ、番号は継続される場合と新たに付与される場合とがあった。例えば、重巡洋艦ボストン「(CA-69)」がミサイル巡洋艦に変更された時には「CAG-1」が新たに与えられた。また、1907年のシステムと新たなシステムの双方で分類記号の変更は幾度も発生し、実際の船舶に変化が無い場合でも時々行われた。
番号は分類記号ごとに与えられ、分類記号が異なれば重複することも可能とされた。例えば航空母艦ラングレー「CV-1」と戦艦インディアナ「BB-1」が共に存在していた。
艦種と分類は時代により変化し、使用されなくなった物も存在している。海軍艦艇データベースである海軍艦船登録では、使用中の分類記号のみが表示されるように運用されている。
第二次世界大戦後の海軍は、1975年までフリゲートを駆逐艦と小型の巡洋艦より大型の艦種に位置づけていた。これは、他国の海軍では嚮導艦または嚮導駆逐艦とされていた。そのため、DLをフリゲートの分類記号として1975年まで用い、他国のフリゲートに対しては護衛駆逐艦、外洋護衛艦、DEの用語を用いていた。1975年の類別変更により他国の類別に合わせると、ソビエト連邦との間の巡洋艦の数字上の差を埋めるため、一部のフリゲートは巡洋艦に編入された。

#### 軍事海上輸送司令部
「T-」で始まる分類は、軍事海上輸送司令部に所属する艦船で、主として民間人により運用されるものである。また、就役中のUSS（United States Ship）に対してUSNS（United States Naval Ship）を接頭辞に用いる。

### 沿岸警備隊
「W」で始まる分類は、沿岸警備隊のものである。1965年以前、海軍の分類記号を使用するにあたってWを付加したことに始まる。1965年、任務に適さなくなった海軍の分類記号を廃止し、新たな分類を導入した際にもWHEC（high endurance cutter、長距離カッター）、WMEC（medium endurance cutter、中距離カッター）の分類記号が用いられた。

### 海洋大気庁
アメリカ合衆国商務省の一部門である海洋大気庁は、アメリカ合衆国の7つの武官組織の一つである士官部隊を保有し、調査船を運用している。海洋大気庁の船艇もまた分類記号を使用し、ハル・ナンバー（hull number）と呼称している。
1970年に沿岸測地測量局の船団が他の政府組織の船艇と共に海洋大気庁へ引き渡され、これらの船艇に新たな分類が適用された。海洋大気庁の船艇は、調査船と測量船に大別される。調査船は、海洋調査船と漁業調査船を含み、「R」で始まる分類記号が付される。測量船は、主に水路測量船であり、「S」で始まる分類記号が付される。それに続いて3桁の数字が与えられる。最初の数字が総トン数と出力から導かれる等級、残る2桁が固有の番号である。通常は分類記号と数字の間はスペースで結ばれ、「ナンシー・フォスター (R 352)」のような形式となる。
海軍と異なり、旧い船が退役すると同じ番号が他の船に与えられることがある。例えば、「S 222」はマウント・ミッチェルの番号であったが、退役後に就役したトマス・ジェファーソンにも同じ「S 222」が付与されている。

## 海軍の分類記号
分類記号は、あくまで接頭辞であって頭字語ではなく、略語としての使用には注意が求められる。例えば、DDはあくまで「駆逐艦」であり、SSは「潜水艦」を、FFは1975年以降の「フリゲート」を示す。海軍艦艇の分類記号は、指令5030.8Bによって規定されている
システムとしては1920年以降のものであるが、「鋼鉄の海軍」とされる1880年代末の艦船にまで適用は拡張されている。これは海軍官僚による非公式のものである。それ以前の時代の艦艇には、1800年代初頭にトーマス・ジェファーソンが整備した砲艦からなる艦隊や南北戦争時の河川モニターなどに適用例が限られている。

### 戦闘艦

#### 航空母艦
CVの分類記号は「carrier vessel」ではなく、巡洋艦の一種として「cruiser」の頭文字のCと フランス語で飛行を意味する「voler」の頭文字のVとの組み合わせに由来する。番号はラングレーのCV-1から始まる正規空母の系統と、ロング・アイランドのCVE-1からオキナワのCVE-127で終了した護衛空母の系統に分かれる。
- AV: 水上機母艦
- AVG: 補助航空機フェリー (護衛空母、1941 – 1942）
- AVD: 駆逐艦水上機改造水上機母艦
- AVP: 小型水上機母艦
- AVT (i) 補助航空機輸送艦
- AVT (ii) 補助練習航空母艦
- ACV: 補助航空母艦(護衛空母、1942）
- CV: 航空母艦（1921 – 1975）、多目的航空母艦（1975 - ）
- CVA: 攻撃空母（1975年6月30日、CVに統合）
- CV(N): 夜戦航空母艦（夜間飛行のために飛行甲板を照らす照明設備を有し、パイロットを訓練したもの、1944）
- CVAN: 原子力攻撃空母（1975年6月30日、CVNに統合）
- CVB: 大型航空母艦（ミッドウェイ級の初期分類。1952年CVAに統合）
- CVE: 護衛空母（1943 – ）
- CVHA: ヘリコプター強襲空母
- CVHE: ヘリコプター護衛空母
- CVL: 軽空母、小型空母[8][9][10]
- CVN: 原子力空母
- CVS: 対潜空母
- CVT: 練習空母（AVTに変更）
- CVU: 汎用空母
- CVG: ミサイル空母
- CVV:[11] 中型航空母艦

#### 水上戦闘艦
- ACR: 装甲巡洋艦（1920年以前）
- B: 戦艦（1920年以前）
- BB: 戦艦
- BBG: ミサイル戦艦、アーセナルシップ
- BM: モニター艦
- C: 巡洋艦（1920年以前、防護巡洋艦、Peace Cruisers)
- CA: 装甲巡洋艦（1920年以前の防護巡洋艦と装甲巡洋艦）
- CA: 重巡洋艦
- CAG: ミサイル巡洋艦
- CB:  大型巡洋艦
- CBC: 大型指揮巡洋艦[A 1]
- CC: 巡洋戦艦[A 2]
- CC: 指揮艦[A 3]
- CF:飛行甲板装備巡洋艦、航空巡洋艦
- CG: ミサイル巡洋艦
- CGN: 原子力ミサイル巡洋艦
- CL: 軽巡洋艦
- CLAA: 対空軽巡洋艦
- CLC: 指揮巡洋艦[A 3]
- CLG: ミサイル軽巡洋艦
- CLGN: 原子力ミサイル軽巡洋艦
- CLK: 対潜巡洋艦（1951年）[A 4]
- CM: 敷設巡洋艦
- CS: 偵察巡洋艦
- CSGN: 打撃巡洋艦（原子力ミサイル打撃巡洋艦）
- D: 駆逐艦（1920年以前）
- DD: 駆逐艦
- DDC: コルベット（1950年代中頃）[12]
- DDE: 対潜護衛駆逐艦（1962年廃止)
- DDG: ミサイル駆逐艦
- DDK: 対潜駆逐艦（1950年3月4日、DDEに統合）
- DDR: レーダーピケット駆逐艦
- DE: 護衛駆逐艦
- DE: 外洋護衛艦（1975年6月30日廃止、FFに変更)
- DEG: ミサイル外洋護衛艦（1975年6月30日廃止、FFGに変更)
- DER: レーダーピケット護衛駆逐艦（1975年6月30日廃止、FFRに変更)
- DL: 嚮導駆逐艦（1950年代中頃にフリゲート）[A 4]
- DLG: ミサイルフリゲート（1975年6月30日廃止、CG、DDGに変更）
- DLGN: 原子力ミサイルフリゲート（1975年6月30日廃止、CGNに変更）
- DM: 敷設駆逐艦
- DMS: 掃海駆逐艦
- FF: フリゲート（1975年6月30日 - ）
- PF: 哨戒フリゲート
- FFG: ミサイルフリゲート（1975年6月30日 - ）
- FFH: ヘリコプターフリゲート[13]
- FFL: 軽フリゲート
- FFR: レーダーピケットフリゲート（1975年6月30日 - ）
- FFT: 予備役練習フリゲート
- PG: 哨戒砲艦
- PCH: 水中翼哨戒艇
- PHM: 水中翼ミサイル艇
- K: コルベット
- LCS: 沿海域戦闘艦（2015年1月改装によりFFに変更[14]、2019年までに終了予定[15]）
- M: モニター艦
- TB: 魚雷艇

#### 潜水艦
- SC: 巡洋型潜水艦
- SF: 艦隊型潜水艦
- SM: 敷設型潜水艦
- SS: 攻撃型潜水艦[16]
- SSA: 補助潜水艦、補助・輸送潜水艦
- SSAN: 補助原子力潜水艦、補助・輸送原子力潜水艦
- SSB: 弾道ミサイル潜水艦
- SSBN: 弾道ミサイル原子力潜水艦
- SSC: 沿岸型潜水艦（150t以上）
- SSG: 巡航ミサイル潜水艦
- SSGN: 巡航ミサイル原子力潜水艦
- SSI: 攻撃型AIP潜水艦[17]
- SSK: 対潜潜水艦[18]
- SSM: 特殊潜航艇（150t未満）
- SSN: 攻撃型原子力潜水艦
- SSNR: 特殊攻撃型原子力潜水艦[note 1]
- SSO: 給油型潜水艦
- SSP: 攻撃型AIP潜水艦、輸送型潜水艦
- SSQ: 通信潜水艦
- SSQN: 通信原子力潜水艦[19]
- SSR: レーダーピケット潜水艦
- SSRN: レーダーピケット原子力潜水艦
- SST: 練習型潜水艦
- AGSS: 補助型潜水艦
- AOSS: 給油型潜水艦
- ASSP: 輸送型潜水艦
- APSS: 輸送型潜水艦
- LPSS: 揚陸型潜水艦
- SSLP: 輸送型潜水艦
- IXSS: 分類されていない潜水艦
- MTS:  係留練習艦 (海軍原子力学校（英語版）の訓練施設、再整備された弾道ミサイル原子力潜水艦)

#### 哨戒艦艇
- PBR: 河川哨戒艇
- PC: 哨戒艇、駆潜艇
- PCF: 高速哨戒艇（スイフト・ボート）
- PE: イーグル級哨戒艇
- PF: 哨戒フリゲート（リバー級フリゲートの派生型）
  - PFG: ミサイル哨戒フリゲート（オリバー・ハザード・ペリーの初期分類）
- PG: 砲艦、哨戒艇
- PGH: 水中翼哨戒艇
- PHM: 水中翼ミサイル哨戒艇
- PR: 河川哨戒艇
- PT: 高速魚雷艇
- PTF: 高速魚雷哨戒艇
- PTG: 魚雷哨戒艇
- Monitor: 河川モニター艦
- ASPB: アルファ・ボート
- PACV: エアクッション哨戒艇
- SP: 区域哨戒艇（Section Patrol。哨戒艇、機雷戦艦艇など様々な種類。1920年廃止）

#### 水陸両用戦艦艇
揚陸艦
- AKA: 攻撃貨物輸送艦（1969年LKAに変更）
- APA: 攻撃輸送艦（1969年LPAに変更）
- APD: 高速輸送艦 （駆逐艦、護衛駆逐艦の転用。1969年LPRに変更）
- AGC: 揚陸指揮艦（1969年LCCに変更）
- LCC: 揚陸指揮艦
- LHA: 汎用強襲揚陸艦（強襲揚陸艦）
- LHD: 多目的強襲揚陸艦（ヘリコプター揚陸艦）
- LKA: 貨物揚陸艦
- LPA: 揚陸輸送艦
- LPD: ドック型輸送揚陸艦
- LPH: ヘリコプター揚陸艦
- LPR: 高速輸送艦
- LSD: ドック型揚陸艦
- LSH: 重揚陸艦
- LSIL: 歩兵揚陸艦（旧LCIL）
- LSL: 支援揚陸艦
- LSM: 中型揚陸艦
- LSM(R): ロケット中型揚陸艦
- LSSL: 上陸支援艇（旧LCSL）
- LST: 戦車揚陸艦
- LST(H): 戦車揚陸艦（病院船）
- LSV: 車両揚陸艦

揚陸艇
- LCA: 強襲揚陸艇
- LCAC: エア・クッション型揚陸艇
- LCFF: 揚陸艇旗艦
- LCH: 重揚陸艇
- LCI: 歩兵揚陸艇
  - (G) – 砲艇
  - (L)- 大型艇（LSILに変更）
  - (M)- 迫撃砲艇
  - (R) – ロケット砲艇
- LCL: 支援揚陸艇
- LCM: 機動揚陸艇
- LCP: 歩兵揚陸艇
- LCP(L): 大型
- LCP(R): ランプ装備
- LCPA: エア・クッション型揚陸艇
- LCS(L): 上陸支援艇（1949年LSSLに変更）
- LCT: 戦車揚陸艇
- LCU: LCU
- LCVP: LCVP（ヒギンズ・ボート）

#### 遠征支援
- ESD: 遠征移送ドック
- ESB: 遠征海上基地（機動揚陸プラットフォームの一種、旧AFSB）
- EPF: 遠征高速輸送艦
- MLP: 機動揚陸プラットフォーム（ESDに変更）
- AFSB: 洋上前方出撃準備基地（ESB、遠征海上基地に変更）
- JHSV: 統合高速輸送艦（EPFに変更）

#### 補給艦艇
- AC: 給炭艦
- AE: 給兵艦
- AF: 給糧艦
- AFS: 戦闘給糧艦
- AKE: 貨物弾薬補給艦
- AKS: 一般消耗品補給艦
- AO: 給油艦
- AOE: 高速戦闘支援艦
- AOG: 軽質油艦
- AOR: 洋上艦隊給油艦
- AVS: 航空用品補給艦
- AW: 給水艦

#### 機雷戦艦艇
- ADG: 消磁艦
- AM: 掃海艇
- AMb: 港湾掃海艇
- AMc: 沿岸掃海艇
- AMCU: 水中機雷捜索艇[note 2]
- AMS:高速掃海艇
- CM: 敷設駆逐艦
- CMc: 沿岸敷設艇
- DM: 高速敷設艦（駆逐艦転用）
- DMS: 掃海駆逐艦・高速掃海艦（駆逐艦転用）
- MCM: 掃海艦
- MCS: 掃海母艦
- MH(C)(I)(O)(S): 機雷掃討艇 （沿岸）（内海）（外洋）（掃海、汎用）
- MLC: 沿岸敷設艇
- MSC: 沿岸掃海艇
- MSO: 外洋掃海艇
- YDG: 消磁艦

#### 沿岸防備
- FS: コルベット
- PB: 哨戒艇
- PBR:  河川哨戒艇
- PC: 沿岸哨戒艇
- PCE: 護衛哨戒艇
- PCF: 高速哨戒艇（スイフト・ボート）
- PF: 哨戒フリゲート
- PG: 哨戒砲艇
- PGM: 機動砲艇（1967年、PGに変更）
- PR: 哨戒河川砲艇
- SP: 区域哨戒

#### 母艦
- AD: 駆逐艦母艦
- AGP: 魚雷艇母艦
- AR: 工作艦
- ARST: 救難艇母艦
- AS: 潜水艦母艦
- AV: 水上機母艦

### 補助艦
- AN: 網艇
- ARL: 揚陸艇修理艦
- ATF: 航洋タグボート
- AGHS: 哨戒艇補給艦

#### 飛行船
- ZMC: ZMC-2
- ZNN-G: G級軟式飛行船
- ZNN-J: J級軟式飛行船
- ZNN-L: L級軟式飛行船
- ZNP-K: K級軟式飛行船
- ZNP-M: M級軟式飛行船
- ZNP-N: N級軟式飛行船
- ZPG-3W: N級軟式飛行船
- ZR: 硬式飛行船
- ZRS: 硬式偵察飛行船

### 支援艦艇
- AB: 起重機船
- ACS: 貨物揚搭能力強化型輸送艦
- AFDB: 大型浮きドック
- AFD/AFDL: 小型浮きドック
- AFDM: 中型浮きドック
- AG: 雑役艦
- AGB: 砕氷艦
- AGDE: 実験護衛艦
- AGDS: 深海艇母船
- AGEH: 水中翼実験艇
- AGER (i): 電子偵察船
- AGER (ii): 環境調査船
- AGF: 指揮船
- AGFF: 試験フリゲート
- AGL: 補助船、灯台見回り船
- AGM: ミサイル追跡艦
- AGMR 通信中継艦
- AGOR: 海洋観測艦
- AGOS: 音響測定艦
- AGR: レーダー哨戒艦
- AGS: 測量艦
- AGSC: 沿岸測量艦
- AGSE: 潜水・特殊作戦母艦
- AGSS: 調査潜水艦
- AGTR: 技術調査艦
- AH: 病院船
- AK: 貨物輸送艦
- AKD: ドック型輸送艦
- AKL: 軽輸送艦
- AKN 設網貨物輸送艦
- AKR: 車両輸送艦
- AKV: 貨物航空機運搬艦
- AN: 設網艦
- AOT: 油槽艦
- AP: 兵員輸送艦
- APB: 自力航行可能な宿泊艦
- APC: 沿岸兵員輸送艦
- APc: 小型沿岸兵員輸送艦
- APH: 避難用輸送艦
- APL: 宿泊艦（非自走）
- APM: 機動火砲輸送艦
- APV: 航空機輸送艦
- AR: 工作艦
- ARB: 戦傷修理工作艦
- ARC: 電纜敷設艦
- ARD: 補助修繕浮きドック
- ARDM: 中型補助修繕浮きドック
- ARG: 内燃機関修理艦
- ARH: 重工作艦
- ARL: 揚陸艇修理艦
- ARS: 修理救難艦
- ARSD: 救難起重機船
- ARV: 航空機修理艦
- ARVH: ヘリコプター航空機修理艦
- ASR: 潜水艦救難艦
- AT: 航洋タグボート
- ATA: 補助航洋タグボート
- ATF: 艦隊航洋タグボート
- ATLS: ドローン母艦
- ATS: 救難艦
- AVB(i): 航空支援艦
- AVB(ii):航空支援母艦
- AVBD: 駆逐艦改造水上機母艦
- AVM: ミサイル実験艦
- AVP: 小型水上機母艦
- AVT(i): 航空機輸送艦
- AVT(ii): 航空機着艦練習特務艦
- DSRV: 深海救難艇
- DSV: 深海探査艇
- EPCER: 試作警備救難巡視艇（Experimental - Patrol Craft Escort - Rescue）
- ID or Id. No.: 徴用船
- JUB/JB : ジャッキアップ船
- NR: 潜水調査船
- PCER: 救難護衛駆潜艇[21]
- SBX: 海上配備Xバンドレーダー
- YC: 艀（無蓋）
- YCF: 車両艀
- YCV: 航空機艀
- YD: 起重機船
- YDT: 潜水作業母船
- YF: 艀（有蓋）
- YFB: フェリー、汽艇
- YFD: 浮きドック（工廠用）
- YFN: 艀（有蓋、無動力）
- YFNB: 大型艀（有蓋、無動力）
- YFND: ドック作業艇（無動力）
- YFNX: 艇（特殊用途、無動力）
- YFP: パワーバージ
- YFR: 冷凍有蓋艀
- YFRN: 冷凍有蓋艀（無動力）
- YFRT: 艀（有蓋）
- YFU: 港内雑役艇
- YG: 塵芥船
- YGN: 塵芥艀（無動力）
- YH: 救急艇
- YLC: サルベージ船
- YM: 浚渫船
- YMN: 浚渫船（無動力）
- YNG: 防潜網扉船
- YNT: 設網船
- YO: 燃料艀
- YOG: ガソリン艀
- YOGN: ガソリン艀（無動力）
- YON: 燃料艀（無動力）
- YOS: 燃料貯蓄艀
- YP:  練習巡視艇
- YPD: 杭打船
- YR: 工廠船
- YRB: 修理・停泊用艀
- YRBM: 修理・停泊・給養用艀
- YRDH: 浮きドック工廠（船体）
- YRDM: 浮きドック工廠（機械）
- YRR: 放射線修復艀
- YRST: 救難艇母船
- YSD: 水上機吊り上げ船
- YSR: ヘドロ除去艀
- YT: 港内タグボート（後に規模によりさらに分類された）
- YTB: 大型港内タグボート
- YTL: 小型港内タグボート
- YTM: 中型港内タグボート
- YTT: 魚雷試験艇
- YW: 水船
- YWN: 無動力の水船
- ID、Id. No.: 徴用された民間船で支援用途に用いられたもの
- IX: 未分類
- X: 潜水艇
- 無し: 歴史的価値によりIX-21から分類対象外とされたコンスティチューション（1975年9月1日 - ）

### 沿岸警備隊
1965年までは、海軍の分類記号にWを冠したもの。
| 船体分類記号 | 対象             | 英語                                                       | 備考               |
| ------------ | ---------------- | ---------------------------------------------------------- | ------------------ |
| CG           | 全船艇           |                                                            | 1920年代           |
| WAGB         | 砕氷船           | Icebreaker                                                 |                    |
| WAGL         | 灯台見回り船     | Auxiliary vessel, Lighthouse Tender                        | 1960年代に使用停止 |
| WAVP         | 水上機母船       | Seaplane Tender                                            | 1960年代に使用停止 |
| WDE          | 護衛駆逐艦       | Destroyer Escorts                                          | 1960年代に使用停止 |
| WHEC         | 長距離カッター   | High Endurance Cutter                                      |                    |
| WIX          | バーク           | Barque                                                     | 練習帆船イーグル   |
| WLB          | 設標船           | Buoy Tenders                                               |                    |
| WLBB         | 砕氷設標船       | Buoy Tender/Ice Breaker                                    |                    |
| WLM          | 沿岸設標船       | Coastal Buoy Tender                                        |                    |
| WLI          | 内海設標船       | Inland Buoy Tender                                         |                    |
| WLIC         | 内海構造物築造船 | Inland Construction Tender                                 | 起重機船など       |
| WLR          | 河川設標船       | River Buoy Tender                                          |                    |
| WMEC         | 中距離カッター   | Medium Endurance Cutter                                    |                    |
| WMSL         | 大型カッター     | Maritime Security Cutter, Large (National Security Cutter) |                    |
| WPB          | 哨戒艇           | Patrol Boat                                                |                    |
| WPC          | 哨戒艇           | Patrol Craft                                               | 後にWHEC           |
| WPG          | 砲艦             | Gunboat                                                    | 1960年代に使用停止 |
| WTGB         | 砕氷タグボート   | Tug Boat (140' icebreakers)                                |                    |
| WYTL         | 小型タグボート   | Small Harbor Tug                                           |                    |

### 一時的な分類記号
一時的に識別のため用いられる分類記号は、突発的な徴用に際して用いられるもので、公式の分類を有さない船舶を臨時に用いる場合に適用された。
- IX：類別外の補助船に与えられた分類記号。例としてメリーランド州サルスベリー市の公役船シャンコ（Chanco）という名のヨットは1940年10月1日にIX-175 として海軍艦とされた。掃海艇ケストレル(AMc-5)として海軍艦に登録されたが、実際には主として哨戒艇としてニューイングランド沿岸で運用され、1944年7月10日に実施された補助艦艇の類別見直しに当たって適切な類別が決定できず、IX-175とされた。

他に、IX-300として登録されたドイツ海軍重巡洋艦のプリンツ・オイゲンなどがある。
- IXSS：類別外の潜水艦に与えられた分類記号。退役直前のコッド、アングラー、クローカー等の例がある。
- YAG：雑役船に与えられた分類記号。

多くの海軍艦艇は建造時に任務が決定できない場合、実際に用いられるまではYMSやPC等で進水時に仮の分類が行われる。これらの艦艇の多くは150フィート (46 m)から200フィート (61 m)の全長に動力を備え、掃海艇、哨戒艇、駆潜艇、水上機母艇、タグボートなどに用いることが可能なものである。ひとたび運用、能力などで類別されると、実際に用いられている任務に合わせて再分類が行われる。

## 海洋大気庁
- R: 調査船
- S: 測量船

軸馬力と総トン数の合計（power tonnage）で最初の数値が決まる。
- 1：5,501 - 9,000
- 2：3,501 - 5,500
- 3：2,001 - 3,500
- 4：1,001 - 2,000
- 5：501 - 1,000
- 6：500未満かつ全長65フィート (20 m)以上ある場合[22]。

続く2桁が固有の番号となる。

## 注
1. ↑  海軍艦船登録には記載が無く、1996年12月15日のMIL-STD-2525A: Common Warfighting Symbology、1999年1月30日のMIL-STD-2525B: Common Warfighting Symbology、2008年11月17日のMIL-STD-2525C: Common Warfighting Symbologyに見られる。特殊部隊による作戦用の原子力潜水艦と考えられている。
2. ↑  水中の機雷、障害物を発見する目的を与えられた艇[20]。

### 例
1. ↑  例：ハワイ (大型巡洋艦)
2. ↑  例：レキシントン級巡洋戦艦
3. 1 2  例：ノーザンプトン (戦術指揮艦)
4. 1 2  ノーフォーク (嚮導駆逐艦)

## 関連文献
- Friedman, Norman. U.S. Small Combatants, Including PT-Boats, Subchasers, and the Brown-Water Navy: An Illustrated Design History. Annapolis, Md: Naval Institute Press, 1987. ISBN 0-87021-713-5.